# Upphovsrätt i Sverige

Symbolen för Copyright.

Upphovsrätt kallas den rätt skaparen (upphovsmannen) av ett litterärt eller konstnärligt verk har till verket i fråga. Upphovsrätt uppstår automatiskt när det skapade verket uppnår verkshöjd, och behöver således inte hävdas genom registrering eller liknande förfarande.
Upphovsrätten kan, utom vad gäller de moraliska rättigheterna överlåtas och ärvas. I vissa fall överlåts upphovsrätten automatiskt till arbetsgivaren.

## Upphovsrättens grunder
Den internationella upphovsrätten har vuxit fram ur två helt olika rättstraditioner: den europeiska/franska, som har sitt ursprung i romersk lagstiftning, baserad på skrivna lagar, och den anglosaxiska, som bygger på prejudikat istället för lagbok. Europeisk upphovsrätt är alltså ett resultat av lagstiftare som försökt skapa lagar som är rättvisa ur många olika aspekter, medan den anglosaxiska upphovsrätten är ett resultat av en lång rad civilmål (som oftast handlar om pengar). Skillnaden märks i det faktum att europeiska upphovsrättslagar innefattar ära och heder såväl som ekonomisk rätt, medan de anglosaxiska nästan uteslutande handlar om ekonomi.
Utöver de rent lagstiftningstekniska ursprungen märks fyra olika idéursprung som blandats till den upphovsrätt som gäller idag:
- Den franska, som Victor Hugo var förkämpe för, som framför allt handlar om författarens moraliska rätt till heder och ekonomisk ersättning, snarare än samhällsnyttan i ett sådant arrangemang;
- Den engelska, som har sitt ursprung i Statute of Anne och som garanterade att författare, inte tryckare, skulle ha rätten till tryckplåtarna; och
- Den amerikanska, som i förarbetena till konstitutionen beskrivs som ett ekonomiskt monopol vars syfte är att driva framsteg för de nyttiga konstformerna[1].

Det är också värt att notera att den ekonomiska upphovsrätten till alldeles nyligen haft en väldigt naturlig grund, i det att det bara fanns en uppsättning tryckplåtar för en typisk bok. Det immaterialrättsliga monopolet har således haft en grund i sakrätten.

### Bernkonventionen
Mot bakgrund av ohöljd piratutgivning av utländska böcker, främst i USA, som var 1800-talets stora piratland, tog Victor Hugo på 1880-talet initiativ till det som blev Bernkonventionen, en internationell upphovsrättsöverenskommelse baserad på fransk upphovsrättslag, som praktiskt taget varenda land i världen nu har skrivit på. Norge skrev på redan 1896, Danmark 1903, Sverige 1904 och Finland 1928, medan det dröjde till 1989 innan USA kom med. Storbritannien skrev visserligen på redan 1888, men ändrade inte sin upphovsrättslag i enlighet med Bernkonventionen förrän 1988. Detta sena medlemskap är bland annat skälet till att man i USA fortfarande sätter det tidigare obligatoriska copyrightmärket på saker, "för säkerhets skull", trots att detta inte alls behövs inom Bernkonventionen.
Bernkonventionen handlar om två rättigheter: den moraliska och den ekonomiska.
Den moraliska rätten, även kallad ideell rätt eller upphovsmannens droit moral, handlar om skaparens rätt att bli angiven som upphovsman och rätt att protestera om verket förändras så att det vanärar upphovsmannens rykte. I alla länder utom USA och Storbritannien (se nedan) kan upphovsmannen generellt aldrig överlåta den ideella rätten till någon annan, men kan i många länder (bl.a. Sverige) skriftligen förbinda sig att avstå från att hävda den. Skillnaden kan tyckas vara hårfin, men genom att den ideella rätten inte kan överlåtas, så kan till exempel en uppdragsgivare inte lagligen sätta sitt namn på ett verk som någon annan gjort.
Den ekonomiska rätten, även kallad nyttjanderätt, är rätten att tjäna pengar på verket – genom att visa det, vidareförsälja det eller sälja kopior av det. Denna rätt tillhör alltid först upphovsmannen, även om han/hon är anställd, men kan genom avtal överlåtas till en annan juridisk eller fysisk person. Normalt sker sådan överlåtelse genom försäljning, direkt eller indirekt. En anställd kan till exempel ha en paragraf i sitt anställningsavtal som säger att nyttjanderätten till allt han/hon skapar som anställd automatiskt tillfaller arbetsgivaren, och eftersom ett anställningsavtal är en form av försäljningsavtal, där den anställde lovar tillhandahålla arbetsgivaren sin tid etcetera. mot en viss ersättning, blir i detta fall nyttjanderätten en del av denna försäljning. Försäljningen kan ske helt eller delvis. En hel försäljning innebär att upphovsmannen mot överenskommen ersättning avstår från alla ytterligare krav på ersättning, medan en delvis ersättning (mycket vanlig inom underhållningsbranschen), innebär att upphovsmannen har rätt till viss ersättning (royalty) från varje försäljning och uppförande.
Medlemsländernas upphovsrättslagar måste i sina huvuddrag överensstämma med Bernkonventionen, men det finns stort utrymme för lokala lösningar, vilket är orsaken till att upphovsrättslagarna skiljer sig så mycket åt mellan medlemsländerna. Framförallt är skillnaden fortfarande stor mellan Europa och USA vad gäller de moraliska rättigheterna. Rätten att bli erkänd som skapare kan till exempel fortfarande överlåtas och förhandlas bort i USA och Storbritannien, ett förhållande som vållar en het debatt inom vissa amerikanska artistkretsar, där man vill åtnjuta samma skydd som europeiska kollegor haft i över 100 år.

## Svensk upphovsrätt
I Sverige regleras upphovsrätten i lagen (1960:729) om upphovsrätt till litterära och konstnärliga verk, vanligen kallad upphovsrättslagen (URL). Lagen kompletteras av bestämmelser i upphovsrättsförordningen (1993:1212) och internationella upphovsrättsförordningen (1994:193).
Upphovsrättslagen är anpassad till olika internationella överenskommelser, framför allt Bernkonventionen för skydd av litterära och konstnärliga verk. Lagen antogs 1960 och har sedan dess reviderats ett flertal gånger. Senaste större revisionen infördes 1 juli 2005 då den anpassades till infosoc-direktivet och en mindre men mycket kontroversiell ändring då IPRED infördes 1 april 2009.

### Auktorrättskommittén
Auktorrättskommittén var en kommitté som tillsattes för att uppdatera den svenska upphovsrättslagen. Kommittén tillkallades den 10 november 1938 och lade fram SOU 1956:25 den 20 augusti 1956.

#### Deltagare
I kommittén ingick sakkunniga och företrädare för olika intressen::26
- Birger Ekeberg (sakkunnig president), senare riksmarskalk
- Gösta Eberstein (ordförande), professor
- Axel Hemming-Sjöberg (ordförande i Sveriges författareförening och i Filmförfattareföreningen i Sverige) ,advokat
- Kurt Atterberg (ordförande i föreningen Svenska tonsättares internationella musikbyrå STIM), byrådirektör
- Sten Dehlgren (ordföranden i Publicistklubben), chefredaktör
- Alf Ahlberg (rektor vid Brunnsviks folkhögskola), filosofie doktor
- Anders Grape (överbibliotekarie vid Uppsala universitetsbibliotek), filosofie doktor

Senare kom även fler personer att delta i överläggningar med de sakkunniga.
Från den 29 april 1939::26
- Carl Anders Dymling (VD i AB Radiotjänst, vilket var dåvarande namn på Sveriges Radio), filosofie licentiat
- Harald Flodin (juridisk rådgivare åt Skandinaviska grammophoneaktiebolaget med flera företag), advokat
- C. G. Lernon (ordförande i Svenska musikerförbundet)
- Tryggve Liljestrand, (ordförande i Svenska bokförläggareföreningen), före detta hovrättsråd
- Erik Lindberg (sekreterare i Konstakademien), vice-professor
- Gösta Siljeström (ordförande i styrelsen för Svensk filmindustri), revisionssekreterare

Från den 25 april 1941::26
- Ulf von Konow (ombudsman i Sveriges författareförening och i STIM), advokat

Från den 5 oktober 1943::26
- Johan Nordenfalk (dåvarande direktör i P. A. Norstedt & Söner, senare direktör i aktiebolaget Sveriges litografiska tryckerier), före detta revisionssekreterare. Nordenfalk tog över efter Liljestrand som avlidit under år 1942.
- Yngve Hugo (VD i AB Radiotjänst, vilket var dåvarande namn på Sveriges Radio), filosofie kandidaten. Hugo tog över efter Dymling, som avsagt sig sitt uppdrag.

Från den 27 november 1953::26
- Erik Hedfeldt (lagbyråchef)

Lemon avled år 1946 och Dehlgren avled år 1947, men några efterträdare till dessa utsågs inte.:26
Herman Zetterberg förordnades till sekreterare åt de sakkunniga den 28 februari 1939. När Zetterberg 1945 blev justitieminister entledigades denna den 2 augusti 1945. I stället förordnades Erik Hedfeldt som den 10 maj 1946 till befattningen. Hedfeldt blev den 27 november 1953 ledamot i kommittén och efterträddes som sekreterare av Torwald Hesser

#### Remissyttranden
Remissyttranden avgavs bland annat av:27 Svea hovrätt, Hovrätten över Skåne och Blekinge, Stockholms rådhusrätt, Riksåklagarämbetet (som bifogade yttranden från statsåklagarna i Stockholm, Göteborg och Malmö samt från föreningarna Sveriges landsfogdar, Sveriges stadsfiskaler och Sveriges landsfiskaler), Skolöverstyrelsen (vars yttrande åtföljdes av ett utlåtande av Enhetsskolans modersmålskommitté), Statens konstråd, överintendenten och chefen för Nationalmuseum, Länsstyrelsen i Göteborgs och Bohus län samt Länsstyrelsen i Uppsala län (vilken inhämtade yttrande av juridiska fakulteten vid Uppsala universitet, vilken åberopade ett utlåtande av professor Åke Malmström.

### Giltighetstid
Upphovsrätt till ett verk gäller – med vissa undantag – intill utgången av sjuttionde året efter det år då upphovsmannen avled eller om det finns fler upphovsmän efter den sist avlidne upphovsmannens dödsår. Upphovsrätt till ett filmverk gäller intill utgången av sjuttionde året efter dödsåret för den sist avlidne av huvudregissören, manusförfattaren, dialogförfattaren och kompositören av musik som har skapats speciellt för verket.
Exempel: Skyddet för ett verk av en författare avliden någon gång under 1945 gäller alltså till och med den 31 december 2015 och verket tillfaller public domain den 1 januari 2016.
Upphovsrätten för fotografier är mer komplicerad. Se avsnittet om Fotografier nedan.
Här följer huvuddragen i den nuvarande svenska upphovsrättslagen:

### Upphovsrättens föremål och innehåll
Upphovsrätten gäller i princip alla litterära eller konstnärliga verk. Dessa verk kan enligt 1 § lagen (1960:729) om upphovsrätt vara: 
1. Litteratur, illustrationer, kartor, teckningar, och annan verk av beskrivande art.
2. Datorprogram, inklusive förberedande designmaterial
3. Musik- och teaterverk
4. Filmverk
5. Fotografiska verk eller annan bildkonst
6. Alster av byggnadskonst eller brukskonst
7. "Verk som har kommit till uttryck på något annat sätt."

Allt som är gjort av mänsklig hand är inte skyddat. Ett alster måste vara tillräckligt originellt (ha verkshöjd) för att räknas som ett verk.

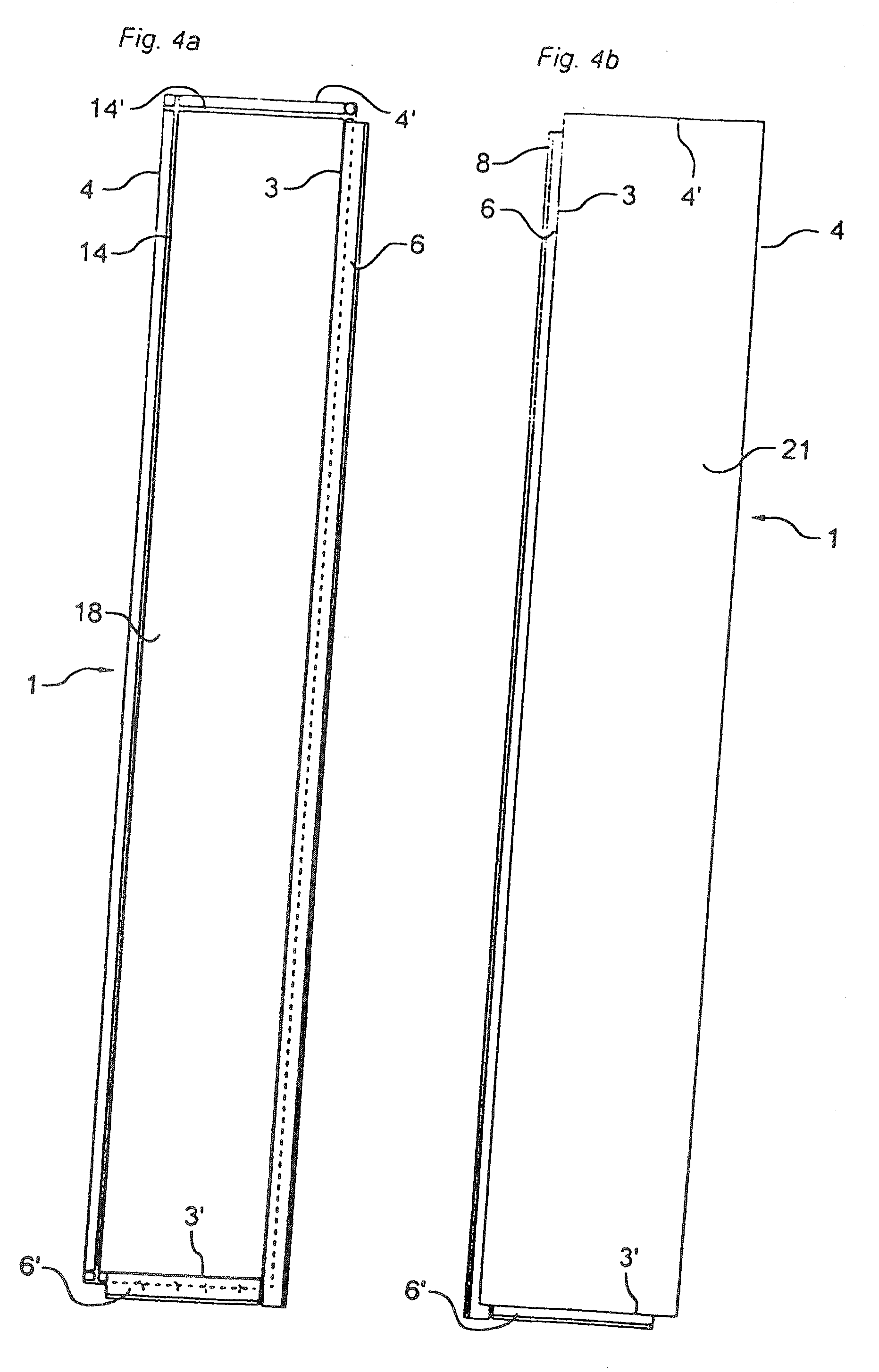
En ritning utan verkshöjd.

Enligt 1 § 2 st URL ska till litterära och konstnärliga verk räknas bland annat i teckning eller grafik utförda verk av beskrivande art. På sådana verk ställs relativt låga krav på verkshöjd. Det räcker med att de har tillräcklig individualitet för att få skydd, vilket framgår av Högsta domstolens dom NJA 1988 sid 563 där ritningar över byggnadsmoduler har ansetts med hänsyn till individuella särdrag vara upphovsrättsligt skyddade.
I NJA 2004 s. 149 prövades frågan om en ritning som innehöll två bilder av en golvskiva åtnjöt upphovsrättsligt skydd. Frågan besvarades nekande. Se bilden till höger.
En så kallad nummerbank som utgjorde en på visst sätt systematiserad förteckning över i elbranschen förekommande artiklar och som hade som väsentlig och karakteristisk del sjusiffriga artikelnummer har fått upphovsrättsligt skydd.
Upphovsmannens ensamrätt och omfattning definieras i 2 §.

### Undantag
Man har rätt att kopiera ett fåtal exemplar av ett verk för privat bruk utan tillåtelse från upphovsrättsinnehavaren. Det gäller inte till exempel datorprogram eller hela böcker enligt 12 §.
Detta innebär till exempel att man kan ta en "lagligt" framställd film- eller musikskiva och göra ett fåtal kopior för sig själv, familj och nära vänner, utan att begå upphovsrättsintrång. Om materialet är kopieringsskyddat kan det vara olagligt att kringgå skyddet.[källa behövs]

### Rätt att citera
Enligt 22 § får man citera ur offentliggjorda verk i överensstämmelse med god sed och i den omfattning som motiveras av ändamålet.
Citaträtten innebär att andras verk kan återges i ett eget arbete i syfte att kritisera eller belysa det andra verket eller för att understryka ett eget ställningstagande. Citatet får inte vara för långt och får endast återges i den omfattning som motiveras av ändamålet. Källan måste anges. 
Det litterära eller konstnärliga verket måste således vara offentligt utgivet för att få citeras. Andra verk, till exempel privata brev eller internt arbetsmaterial kan inte citeras.
Citat kan göras ur litterära verk, musikaliska verk samt filmverk. För övriga konstverk gäller särskilda regler.
Kom ihåg att: 
- upphovsmannen skall anges i den omfattning och på det sätt god sed kräver
- ett verk inte får ändras så, att upphovsmannens litterära eller konstnärliga anseende eller egenart kränks
- verket får inte göras tillgängligt för allmänheten i sådan form eller i sådant sammanhang som är kränkande för upphovsmannen

### Fotografier
Upphovsrätt för fotografer infogades i upphovsrättslagen 1994. Den hade tidigare reglerats i Lag (1960:730) om rätt till fotografisk bild, som gällt sedan 1 juli 1961. Den ersatte då i sin tur lag (1919:383) om rätt till fotografiska bilder. 
I 15 § SFS 1960:730 föreskrevs att:
”Rätten till fotografisk bild gäller, där ej annat följer av vad i andra och tredje styckena sägs, intill utgången av tjugufemte året efter det år, då bilden framställdes.
För fotografisk bild, som äger konstnärligt eller vetenskapligt värde, gäller rätten intill utgången av femtionde året efter det år, då fotografen avled.
Har bild, som avses i andra stycket, offentliggjorts utan att fotografen blivit angiven med sitt namn eller med sin allmänt kända signatur, gäller rätten intill utgången av femtionde året efter det år, då bilden offentliggjordes. Blir fotografen inom nämnda tid angiven såsom i 3 § sägs eller visas att han avlidit innan bilden offentliggjordes, gäller vad i andra stycket stadgas.”
Enligt 3 § i samma lag gällde att:
”Såsom fotograf anses, där ej annat visas, den vars namn, firma eller allmänt kända signatur på sedvanligt sätt utsättes på exemplar av bilden eller angives då denna visas offentligt.”
När fotografier inkluderades i upphovsrättslagen 1 juli 1994, bibehölls regeln att fotografier har en upphovsrättsgräns baserad på bildens framställningsår i stället för upphovsmannens dödsår, såvida inte fotografiet uppnår verkshöjd, för då gäller dödsåret. Skyddet för framställningsårskyddade foton ("fotografiska bilder") är i upphovsrättslagen nu 50 år till skillnad från fotografilagens 25 år och skyddet för dödsårsskyddade foton ("fotografiska verk") är nu 70 år - till skillnad för fotografilagens 50 år - och överensstämmer därmed med upphovsrättslagens skydd för andra verk. 
Vad som avses med verkshöjd inom fotografering framgår inte av lagtexten. Med verkshöjd menas normalt att ett verk inte skulle ha kunnat framställas snarlikt av två personer oberoende av varandra. Förarbetena till lagändringen 1994 innehöll inga resonemang om skillnaden mellan ett fotografiskt verk och en fotografisk bild och det hade heller aldrig klargjorts vad ett "vetenskapligt eller konstnärligt värde" var. Det finns därför olika åsikter om vad som är ett fotografiskt verk: från att alla bilder som någon vill publicera är fotografiska verk till att reportagefoton i dagstidningar aldrig är fotografiska verk. Förarbeten för 1960 års lag ansåg att till fotografier i allmänhet hörde "exempelvis pressfoto och annat reportagefoto, reklam- och annat kommersiellt foto, passfoto och annan enklare porträttfotografering." Olsson (2006) ger två exempel på fotografiska bilder, nämligen nyhetsbilder från Hindenburgkatastrofen och mordet på president Kennedy. Nordell (1997) räknar upp amatörfotografier och bilder som tagits i stor hast och som återger en aktuell händelse.
När lagen ändrades 1994 ansåg lagstiftaren att fotografier med utgången upphovsrätt inte skulle få förnyad upphovsrätt. Se till exempel Olsson 2006, s. 48: "De nya skyddstiderna gäller för äldre fotografier endast om skyddstiden enligt de äldre bestämmelserna inte har löpt ut". Detta innebär att fotografier som är tagna före den 1 januari 1969 och som enligt den gamla lagen saknar "vetenskapligt eller konstnärligt värde" inte skyddas av svensk upphovsrättslagstiftning. Ett år senare förlängdes skyddstiden för verk från 50 till 70 år. Skyddet för verk där skyddstiden redan hade gått ut återupplivades, men inte för fotografiska bilder.

### Musik
Vad gäller musik skyddar upphovsrätten bland annat komposition, arrangemang och text. Framförande skyddas inte som upphovsrättsliga verk utan genom bestämmelser om närliggande rättigheter.
Det första fall av musikplagiat som kommit att prövas i svensk domstol som upphovsrättsbrott gällde bandet Drängarnas hit Vill du bli min fru från 1995. Sveriges högsta domstol slog 2002 fast att en åtta takter lång fiolslinga i låten var plagierad från 70-talsgruppen Landslagets Tala om vart du ska resa. Landslagets skivbolag EMI stämde Drängarnas skivbolag Regatta, som tvingades betala 65 000 kronor i skadestånd och 153 000 i rättegångskostnader.

### Allmänna handlingar
Att varje svensk medborgare ska ha rätt att taga del av allmänna handlingar föreskrivs i 2 kap.  tryckfrihetsförordningen.
Med handling förstås framställning i skrift eller bild samt upptagning som kan läsas, avlyssnas eller på annat sätt uppfattas endast med tekniskt hjälpmedel. Handling är allmän, om den förvaras hos myndighet och är att anse som inkommen till eller upprättad hos myndighet. Brev eller annat meddelande som är ställt personligen till den som innehar befattning vid myndighet anses som allmän handling, om handlingen gäller ärende eller annan fråga som ankommer på myndigheten och ej är avsedd för mottagaren endast som innehavare av annan ställning.
Inom upphovsrätten skiljer man mellan "Inkomna allmänna handlingar" och "Upprättade allmänna handlingar". En upprättad allmän handling är en sådan handling som har upprättats hos en myndighet. Som exempel kan man nämna lagar och författningar, regeringens propositioner, riksdagstryck, statliga betänkanden, kommunala förvaltningars handlingar, av stat eller kommun utgivna handböcker, läroböcker, upplysningsskrifter och liknande.

#### Upprättade handlingar utan skydd
Författningar, myndighetsbeslut, yttranden av myndigheter och officiella översättningar saknar i regel upphovsrätt det vill säga att var och en kan använda verken fritt enligt 9 § upphovsrättslagen. Detta gäller lagar, kungörelser, domar, beslut av domstolar, myndigheter och verk, myndigheternas remissyttranden, berättelser, förslag och utlåtanden, kommittébetänkanden, protokoll från riksdagen och andra statliga eller kommunala myndigheter.
Om ett yttrande från en myndighet innehåller expertutlåtanden från någon person som står utanför myndigheten så behandlas detta utlåtande på samma sätt som den allmänna handlingen. Enligt en dom i Svea hovrätt 1986 skyddas ej yttranden från sakkunniga eller expertutlåtanden när dessa ingår i statliga utredningar eller departementspromemorior. Rättsfallet gällde en person som utrett prostitutionen i Stockholm och där utredningen publicerades i en departementspromemoria. Utredningen publicerades senare i en bok, "Prostitution", utan att upphovsmannens namn angavs eller att ersättning betalades. I sin dom förklarade domstolen att detta var korrekt från upphovsrättslig synpunkt.
Undantag från det ovanstående gäller för kartor, alster av bildkonst, musikaliska verk och diktverk som ingår i en handling enligt ovanstående. Dessa skyddas av upphovsrätten enligt 9 §.
Av 26 a § framgår dock att dessa skyddade verk får återges av envar men att upphovsmannen måste få ersättning.

#### Upprättade handlingar med visst skydd
För de handlingar som ej hör till de ovan uppräknade gäller att de kan återges utan upphovsmannens samtycke.
De kan kopieras, översättas, visas och framföras av envar.  Källa och upphovsmannens namn skall anges i den utsträckning som god sed kräver. Verket får inte ändras så att upphovsmannens litterära eller konstnärliga anseende kränks. Verket får inte heller utan vidare ändras.

#### Upprättade handlingar med fullt skydd
För en grupp av handlingar gäller upphovsrättslagen fullt ut. Dessa är kartor, tekniska förebilder, datorprogram, verk som skapats för undervisning, verk som är resultatet av vetenskaplig forskning, alster av bildkonst, musikaliska verk, diktverk samt verk som myndigheten tillhandahåller i samband med affärsverksamhet. En förutsättning är naturligtvis att dessa är verk i upphovsrättslagens mening, dvs. har ett visst mått av självständighet och originalitet.
Oavsett om ett verk skyddas av upphovsrätten eller inte äger envar rätt att ta del av allmänna handlingar, till exempel genom att personligen besöka myndigheten.

### Andra rättigheter i upphovsrättslagen
I den svenska upphovsrättslagen regleras även andra rättigheter som är närstående till upphovsrätten, däribland katalogskyddet i 49 § samt skyddet för fotografier enligt 49 §.

#### Katalogskydd
I 49 § ges ett skydd för arbete som saknar upphovsrättsligt skydd (då det inte når verkshöjd, såsom just en katalog), om det innehåller en stor mängd information, eller annars är förenat med en stor investering.

#### Klassikerskydd
I 51 § ges ett skydd för verk även efter att verksskyddet har gått ut. Denna paragraf begränsar möjligheten till återutgivanden av verk på ett sätt som utgör en kränkning av den andliga odlingens intressen. Exklusiv rätt att väcka talan i enlighet med denna paragraf har Svenska akademien, Musikaliska akademien och Akademien för de fria konsterna, var och en för sitt område.

## Upphovsrätt i världen
Internationellt handhas upphovsrättsfrågor av World Intellectual Property Organization, WIPO (= Organisation mondiale de la propriété intellectuelle, OMPI) med huvudkontor i Genève. WIPO/OMPI är ett fackorgan inom Förenta Nationerna.
En föregångare till denna organisation var Bureaux internationaux pour la protection de la propriété intellectuelle, (BIRPI), som bildades redan 1893.

## Juridisk kategorisering
Upphovsrätt räknas som en del av immaterialrätten. Jfr varumärken och patent.

## Debatt

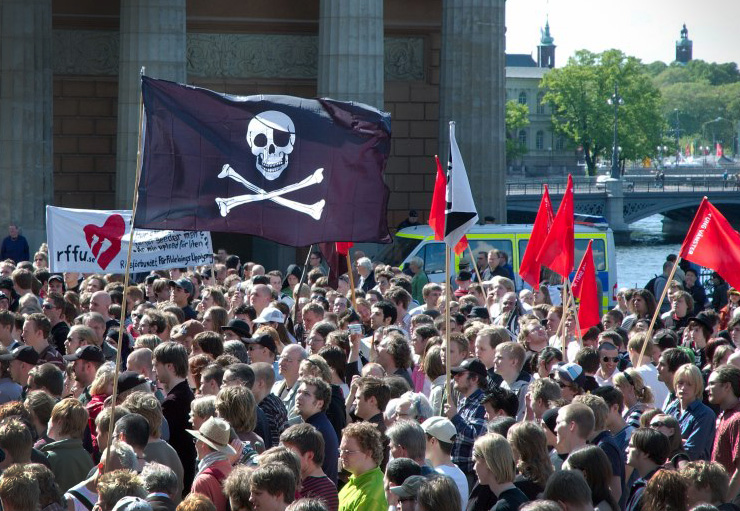
Demonstration i Stockholm till stöd för fildelning, 2006.

De nutida upphovsrättslagarna har varit föremål för kritik, särskilt i samband med fildelning och övervakning. Upphovsrättskritiker anser att den upphovsrätt som fanns före Internets framväxt inte längre går att kombinera med rätten till ett privatliv och grundläggande personlig integritet. Dessutom hävdas att den framför allt gynnar aggregatörer som exempelvis skivbolag på bekostnad av de egentliga upphovsmännen och därmed motverkar sitt eget syfte.

## Upphovsrättsorganisationer
- ALIS - Administration av Litterära rättigheter i Sverige
- Bildupphovsrätt i Sverige (Bus) (Visual Copyright Society in Sweden)
- Copyswede
- Svenska Tonsättares Internationella Musikbyrå (Stim) (Swedish Performing Rights Society)
- Sveriges kompositörer och textförfattare (Skap) (Swedish Society of Songwriters, Composers and Authors)
- Svenska Artisters och Musikers Intresseorganisation (SAMI)